# Omertà
L'omertà è il silenzio su un delitto o sulle sue circostanze, sia per interessi di comodo o di tornaconto, oppure causata da paure e timori, oppure per motivi ideologici, in modo da ostacolare la ricerca e la punizione del colpevole.

## Etimologia
I vocabolari odierni identificano il lemma come variante dialettale meridionale, nella fattispecie napoletana, della parola umiltà (dal latino humilitas).
Secondo un'altra scuola di pensiero, attestata nell'Ottocento, il termine andrebbe ricondotto al latino homo, divenendo dunque il corrispettivo di virtus, ossia il dominio virile di sé stessi.

## Utilizzo
In Italia il termine si riferisce soprattutto alla consuetudine vigente nella mafia in Italia, detta anche legge del silenzio, per cui si deve mantenere il silenzio sulla testimonianza di un crimine e sul nome dell'autore di un delitto in modo che a perseguire quest'ultimo non sia la giustizia legale dello Stato, ma soltanto eventualmente la vendetta dell'offeso. Per questo motivo gli stessi sistemi mafiosi vengono spesso chiamati società dell'umiltà.